# Bunte Dornwurmwespe

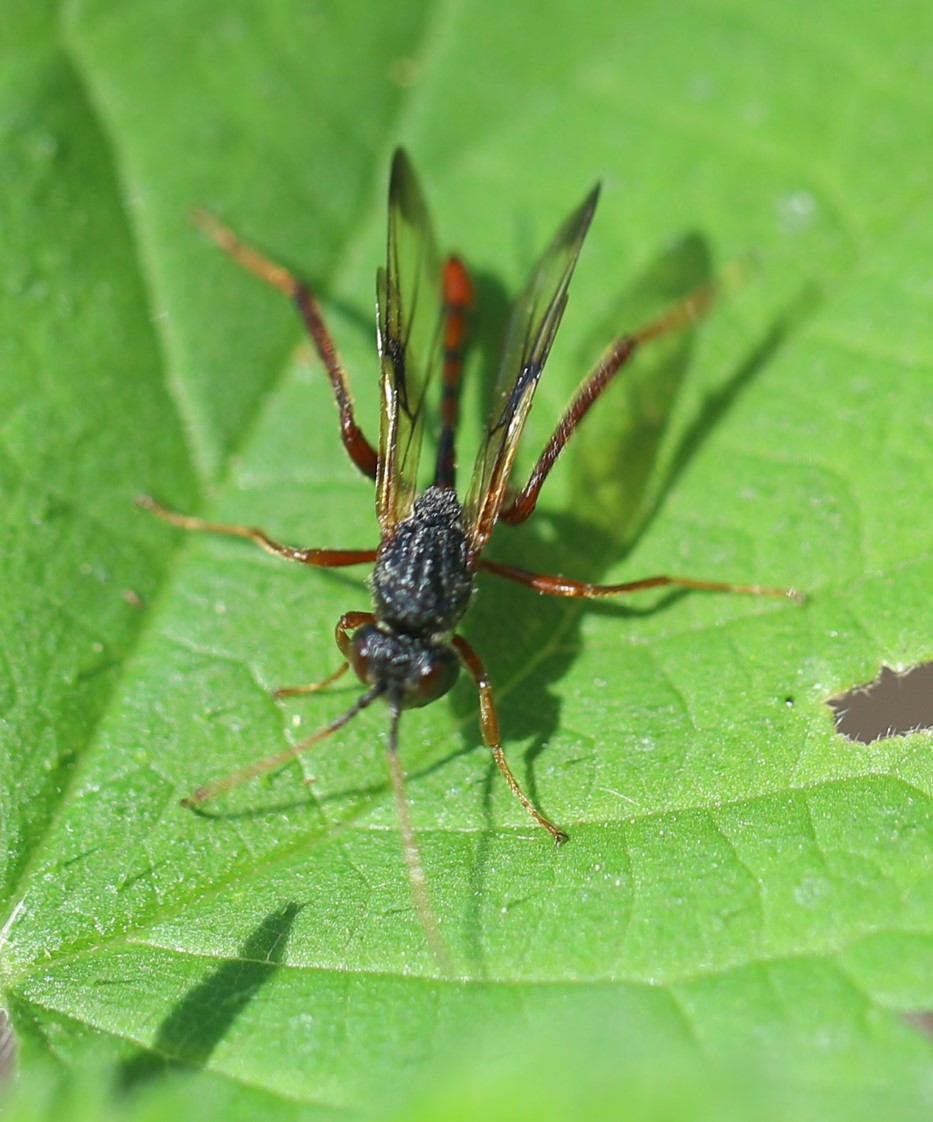

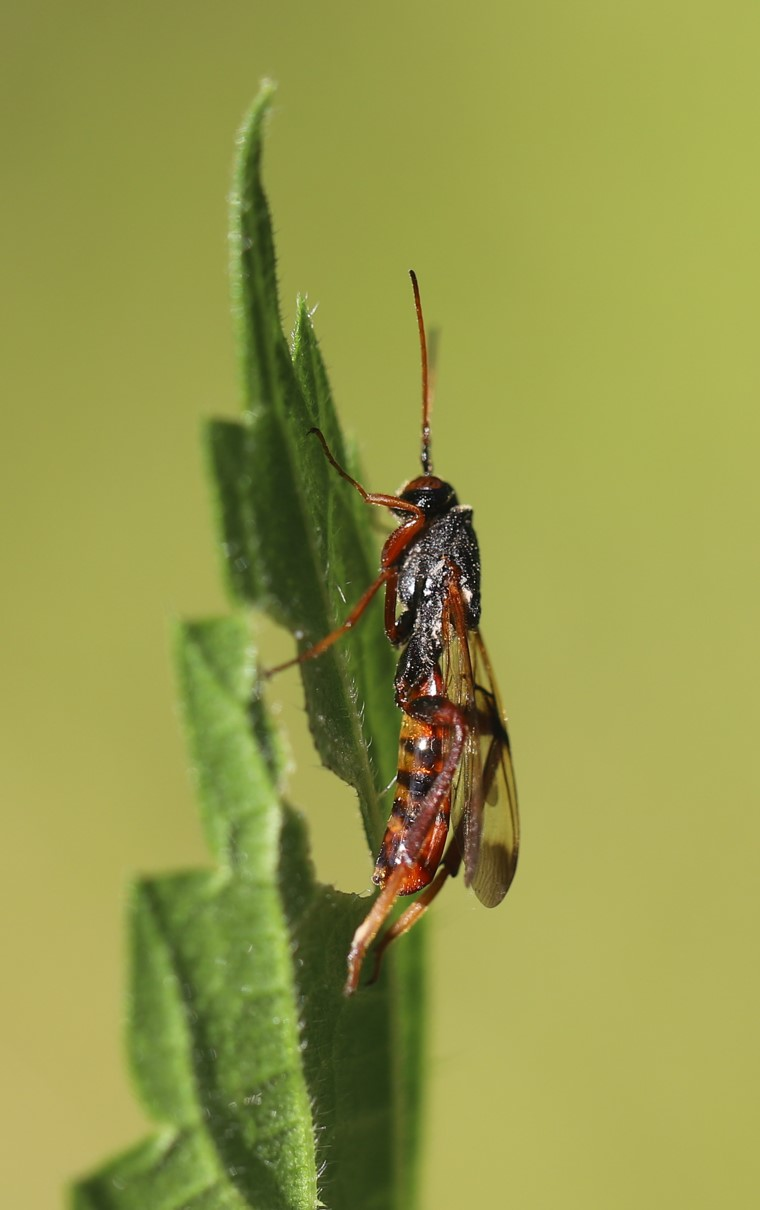

Die Bunte Dornwurmwespe (Ibalia jakowlewi) ist ein Hautflügler aus der Familie Ibaliidae. Die Erstbeschreibung der Art im Jahr 1899 geht auf den russischen Entomologen Georgi Georgijewitsch Jacobson (1871–1926) zurück. Das Typusexemplar stammt aus der Oblast Irkutsk in Sibirien. Ein Synonym ist Ibalia takachihoi Yasumatsu, 1937. Ibalia jakowlewi ist eine von drei Arten der Gattung Ibalia, die in Deutschland vorkommen.

## Merkmale
Die Hautflügler werden 11–16 mm lang. Kopf und Thorax sind schwarz gefärbt. Die Fühler der Männchen weisen 14–15 Glieder auf, während die der Weibchen 13 Glieder besitzen. Die Fühlerbasis einschließlich einem Teil des ersten Geißelgliedes ist schwarz gefärbt. Die Fühlerspitze ist leicht verdunkelt, die restlichen Geißelglieder sind gelbrot gefärbt. Der schmale, aber hohe Hinterleib erinnert mit seiner Gestalt an ein Messer oder ein Schwert. Das siebte Hinterleibssegment ist bei den Weibchen stark verlängert. Der Hinterleib weist eine variable Färbung auf, wobei dieser bei den Männchen in der Regel ein dunkles Streifenmuster aufweist, im Gegensatz zu den Weibchen, deren Hinterleib überwiegend gelbrot gefärbt ist. Die Coxae sind schwarz. Der restliche Teil der Beine ist gelbrot gefärbt. Die Spitzen der Vorderflügel sind verdunkelt. Etwa auf halber Länge befindet sich ein dunkler Fleck nahe dem Flügelvorderrand.

## Verbreitung
Ibalia jakowlewi kommt in der Paläarktis vor. Das Vorkommen reicht von Europa bis in den Fernen Osten Asiens (Japan, Korea). In Europa kommt die Hautflügler-Art in Finnland, in Mitteleuropa (Benelux, Deutschland, Österreich, Polen, Tschechien) sowie in Russland vor.

## Lebensweise
Die Arten der Untergattung Tremibalia, zu welcher Ibalia jakowlewi gehört, sind koinobionte Parasitoide in Laubholz bohrender Holzwespen der Unterfamilie Tremicinae. Die Wirtsart von Ibalia jakowlewi ist Tremex fuscicornis. Die beiden anderen in Deutschland vorkommenden Ibalia-Arten, I. leucospoides und I. rufipes, gehören zur Untergattung Ibalia, deren Mitglieder Nadelholz bohrende Holzwespen der Unterfamilie Siricinae parasitieren. Die Hautflügler beobachtet man von April bis Juni. Man findet sie dort, wo auch ihre Wirte leben, in Laub- und Mischwäldern. Das Weibchen legt mit Hilfe ihres Ovipositors (Legebohrer) ein Ei in die im Holz verborgene Wirtslarve ab. Die frühen Larvenstadien von Ibalia jakowlewi leben in ihrem Wirt. In einem späteren Stadium verlässt die Parasitenlarve ihren Wirt und frisst von außerhalb an dem verbliebenen Körper der Wirtslarve. Als Parasit von Tremex fuscicornis konkurriert Ibalia jakowlewi mit den Schlupfwespen Megarhyssa perlata und Megarhyssa vagatoria.